# Bầu khí quyển sao

Ảnh chụp tại Pháp khi xảy ra nhật thực năm 1999

Bầu khí quyển sao là vùng bên ngoài thể tích của một ngôi sao, nằm phía trên lõi sao, vùng bức xạ và vùng đối lưu.

## Tổng quan
Bầu không khí sao được chia thành nhiều khu vực có đặc điểm riêng biệt:
- Quang cầu, lớp thấp nhất và mát nhất của bầu khí quyển, thường là phần duy nhất có thể nhìn thấy được.[1] Ánh sáng thoát ra từ bề mặt của ngôi sao bắt nguồn từ khu vực này và đi qua các lớp cao hơn. Quang cầu của mặt trời có nhiệt độ từ 5.770 K đến 5,780 K.[2] Vết sao, vùng mát mẻ của từ trường bị phá vỡ nằm trên bầu trời.[3]
- Trên quang cầu là quyển sắc. Phần này là nơi khởi đầu của khí quyển nguội đi và sau đó bắt đầu nóng lên khoảng 10 lần nhiệt độ của bầu trời.
- Phía quyển sắc là vùng chuyển tiếp, nơi nhiệt độ tăng nhanh trên khoảng cách chỉ khoảng 100 km.[4]
- Phần ngoài cùng của bầu khí quyển sao là vành nhật hoa, một lớp plasma có nhiệt độ trên một triệu Kelvin.[5] Trong khi tất cả các ngôi sao trên dãy chính có các vùng chuyển tiếp và vành nhật hoa, thì không phải tất cả các ngôi sao tiến hóa đều làm như vậy. Dường như chỉ có một số sao khổng lồ, và rất ít sao siêu khổng lồ, sở hữu vành nhật hoa. Một vấn đề chưa được giải quyết trong vật lý thiên văn sao là làm thế nào vành nhật hoa có thể được làm nóng đến nhiệt độ cao như vậy. Câu trả lời nằm trong từ trường, nhưng cơ chế chính xác vẫn chưa rõ ràng.[6]

Trong nhật thực toàn phần, ảnh mặt trời của Mặt trời bị che khuất, làm lộ ra các lớp khác của bầu khí quyển. Quan sát được trong nhật thực, tầng vũ trụ của Mặt trời xuất hiện (một thời gian ngắn) như một vòng cung màu hồng mỏng, và vành nhật hoa của nó được xem như một quầng sáng hình búi. Hiện tượng tương tự trong các sao đôi che khuất có thể làm cho quyển sắc của các ngôi sao khổng lồ có thể nhìn thấy được.